# Saga Amurg: Lună Nouă
Seria Amurg: Luna nouă (engleză The Twilight Saga: New Moon) este un film american de fantezie romantică din 2009 regizat de Chris Weitz după un scenariu de Melissa Rosenberg, bazat pe romanul din 2006 New Moon de Stephenie Meyer. Continuarea lui Twilight (2008), este a doua parte din seria de filme Saga Amurg. Filmul îi are în distribuție pe Kristen Stewart, Robert Pattinson și Taylor Lautner, reluându-și rolurile de Bella Swan, Edward Cullen și, respectiv, Jacob Black.
Summit Entertainment a anunțat că a aprobat filmul pe 22 noiembrie 2008, după succesul timpuriu al filmului Amurg. Turnarea filmului a început pe 23 martie 2009, în Vancouver, Canada,   și s-a încheiat la Montepulciano, Italia, pe 29 mai. 
Amurg: Luna nouă a avut premiera la Los Angeles pe 16 noiembrie 2009 și a fost lansat în cinematografe în Statele Unite pe 20 noiembrie, de Summit Entertainment. În ciuda faptului că a primit recenzii în general negative de la critici,  filmul a încasat 709,8 milioane de dolari în întreaga lume, devenind al șaptelea film cu cele mai mari încasări din 2009. A stabilit recorduri de box office ca cea mai mare deschidere în raport de vânzări dintr-o noapte din Statele Unite și Canada, încasând 26,3 milioane de dolari, care a fost depășită de continuarea sa, The Twilight Saga: Eclipse. Acest lucru a dus la cel mai mare venit din Statele Unite pe parcursul unei zile de deschidere, cu 72,7 milioane de dolari, până când a fost învins de Harry Potter și Talismanele Morții – Partea 2 (2011). Filmul a devenit, de asemenea, cea mai largă lansare independentă, rulând în 4.024 de cinematografe, până când a fost depășit de The Twilight Saga: Eclipse. Luna nouă a fost lansat pe DVD și Blu-ray Disc pe 20 martie 2010. În iulie 2012, filmul a avut încasări de 184,9 milioane de dolari în vânzările de DVD-uri din America de Nord, vânzând peste 8,8 milioane de unități, dintre care patru milioane au fost vândute în primul său weekend, depășind cele 3,8 milioane de unități vândute de Twilight în primele două zile.
Filmul a avut trei continuări, The Twilight Saga: Eclipse, Saga Amurg: Zori de Zi - Partea I și Saga Amurg: Zori de Zi - Partea II, în 2010, 2011 și, respectiv, în 2012.
Hotărât să-i ofere Bellei șansa la viața normală și lipsită de pericole, Edward o părăsește sperând că ea o să-și vadă de viață. Aceasta găsește sprijinul necesar în prietenul ei Jacob, dar lucrurile nu sunt așa cum par.

## Povestea
Filmul se deschide cu Bella visându-se pe sine la o vârstă înaintată, în aceeași poiană pe care i-o arătase Edward după ce ea își dăduse seama că el era un vampir. Acesta i se alătură și ea se trezește cu realizarea că e ziua majoratului ei. Pe parcursul zilei ea se frământă cu gândul că visul se va împlini și este încordată. Familia Cullen îi organizează o petrecere surpriză seara și lucrurile par să meargă bine până se taie la un deget și Jasper își pierde controlul și încearcă să o omoare. După petrecere Edward îi spune că o părăsește și se mută cu familia deoarece nu-i place să o pună tot timpul în pericol și oricum stătuse prea mult în Forks. Bella rămâne pe loc până este găsită de membrii rezervației La Push.
În lunile care urmează Bella cade într-o depresie profundă care-l împinge pe Charlie să o amenințe că o trimite înapoi în Phoenix dacă nu-și revine. Aceasta pornește fără tragere de inimă să se reconecteze cu vechii săi prieteni de la școală. Mergând la cumpărături cu Jessica în Portland Bella dă peste niște motocicliști și are o halucinație cu vocea lui Edward. Ulterior î-și dă seama că în apropierea pericolului cauzează alte astfel de apariții. Ca urmare se hotărăște să învețe să meargă pe motociclete, cu ajutorul lui Jacob Black. Pe parcurs începe să se împrietenească cu el când deodată acesta se retrage și începe să petreacă tot mai mult timp cu o bandă de băieți cu care nu se înțelegea înainte. Nefericită din cauza rejecției lui Bella merge să-i ceară explicații și se ceartă cu noii lui prieteni. Unul dintre ei își pierde controlul și se avântă asupra ei. Jacob apare în acel moment și se aruncă asupra lui - amândoi se preschimbă în lupi. Ulterior Bella află vârcolacii sunt protectori ai tribului și membrii încep să se transforme atunci când tribul este în pericol.

Bella alături de viziunea cu Edward

Jacob îi arătase Bellei o stâncă de unde săreau membrii haitei. Bella hotărăște să sară și viziunea cu Edward apare din nou, deși Bella nu ascultă . În apă este prinsă de curent și aproape moare când este salvată de Jacob. Acasă se întâlnește cu Alice care este uimită că Bella este încă în viață după ce o văzuse sărind de pe stâncă, dar nu și salvată. Împreună concluzionează că vârcolacii nu apar în viziunile ei și ca atare nu-l văzuse pe Jacob. Cineva sună pentru a vorbi cu Charlie și Jacob răspunde spunând "He's at the funeral."("E la înmormântare."), referindu-se la moartea unuia dintre locuitorii rezervației. Alice are o nouă viziune și le spune că la celălalt capăt era Edward și sunase pentru a verifica dacă Bella era de fapt moartă. Decis, plecase în Italia pentru a se întâlni cu Volturi, un soi de poliție a vampirilor, ca să le ceară să-l omoare.
Bella pornește cu Alice spre Italia și ajunge la timp pentru a-l opri pe Edward. Din nefericire Volturi își dau seama că există un om care știe despre vampiri așa că decretează că Bella trebuie să fie transformată în vampir sau omorâtă. Alice acceptă în locul lui Edward și le împărtășește o viziune cu Bella ca vampir pe care o avusese. Aceștia se întorc în Forks unde Edward încearcă să o convingă pe Bella că o iubește cu adevărat și că plecase pentru că voise să-i dea șansa unui nou început. De asemenea îi spune că plănuiește să-i înfrunte pe Volturi, mai degrabă decât să o transforme. Nemulțumită, Bella pleacă spre casa familiei Cullen unde se adresează tuturor explicând că-l iubește pe Edward, vrea să fie parte din familie și nu vrea să-i pună în pericol de dragul unei mortalități pe care nici nu și-o dorește. Aceștia votează și hotărăsc să o schimbe, împotriva dorințelor lui Edward.
Pe drum spre casa Bellei se întâlnesc cu Jacob care-i spune Bellei că o iubește și că va lupta până la capătul puterilor pentru ca ea să rămână om. Lui Edward îi amintește de pactul făcut cu Carlisle prin care vampirii promiteau să nu mai schimbe vreun om cât vor sta pe teritoriul rezervației, și că dacă o schimbă pe Bella va urma un război. După plecarea lui Jacob, Edward admite că simte că nu merită sacrificiul mortalității Bellei și acesta este motivul pentru care nu vrea ca ea să fie vampir, dar că-i va împlini dorința și o va transforma el însuși dacă se va mărita cu el înainte.

## Distribuție
| Kristen Stewart ... Bella Swan Christina Jastrzembska ... Gran Robert Pattinson ... Edward Cullen Billy Burke ... Charlie Swan Anna Kendrick ... Jessica Michael Welch ... Mike Justin Chon ... Eric Christian Serratos ... Angela Taylor Lautner ... Jacob Black Ashley Greene ... Alice Cullen Jackson Rathbone ... Jasper Hale Russell Roberts ... Mr. Berty Cam Gigandet ... James (archive footage) Michael Sheen ... Aro Jamie Campbell Bower ... Caius Christopher Heyerdahl ... Marcus Peter Facinelli ... Dr. Carlisle Cullen Curtis Caravaggio ... Rogue Vampire Daniel Cudmore ... Felix Charlie Bewley ... Demetri Rachelle Lefevre ... Victoria Elizabeth Reaser ... Esme Cullen Kellan Lutz ... Emmett Cullen Nikki Reed ... Rosalie Hale Chaske Spencer ... Sam Uley Gil Birmingham ... Billy Black Graham Greene ... Harry Clearwater | Adrien Dorval ... Bob Marks - Neighbor Michael Adamthwaite ... Chet Alexander Mendeluk ... Frat Boy Hunter Jackson ... Frat Boy Gavin Bristol ... Frat Boy Sean McGrath ... Frat Boy Tyson Houseman ... Quil Ateara Kiowa Gordon ... Embry Call Alex Meraz ... Paul Bronson Pelletier ... Jared Edi Gathegi ... Laurent Tinsel Korey ... Emily Corinna Russo ... Italian Child Mariagrazia Pompei ... Italian Mother (as Maria Grazia Pompei) Roberto Marchetti ... Italian Father Alessandro Federico ... Police Officer Dakota Fanning ... Jane Justine Wachsberger ... Gianna - Receptionist Cameron Bright ... Alec Noot Seear ... Heidi rest of cast listed alphabetically: Peter Lambert ... Romeo (voice) (uncredited) Rana Morrison ... Lady Leaving Theatre / Lady Attending Festival (uncredited) Justin Shenkarow ... (voice) (uncredited) Hugo Steele ... Biker (uncredited) Tom Townsend ... Grath (uncredited) Giovanna Yannotti ... Native American (uncredited) |  |

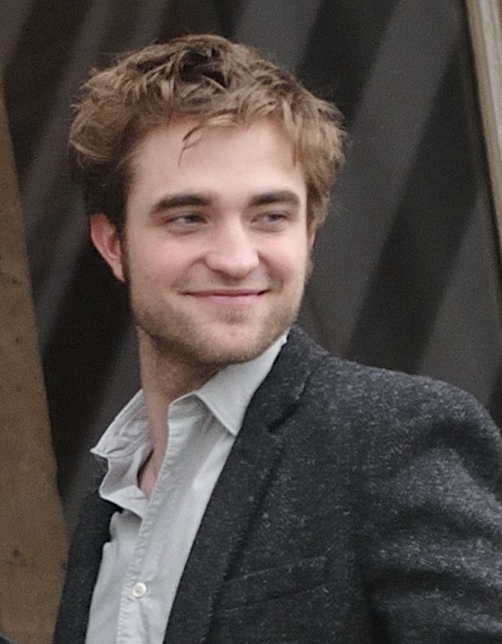
În imagine Robert Pattinson, cel care interpretează rolul vampirului Edward Cullen.